# Thierry Ruinart
Thierry Ruinart, plus connu sous le nom de dom Ruinart, est un savant bénédictin de la congrégation de Saint-Maur, né le 10 juin 1657 et mort le 27 septembre 1709, en l'abbaye d'Hautvillers en Champagne (aujourd'hui dans la Marne).

## Biographie
Membre de la famille Ruinart, il naît à Reims d'une ancienne famille noble, et est baptisé en l'église Saint-Timothée de sa ville, fait des études en la maison des Bons-Enfants du collège de la faculté de Reims puis entre au noviciat de Saint-Remi le 2 août 1674. Il prononce ses vœux le 19 octobre 1675 en l'Abbaye Saint-Faron de Meaux. Il est ensuite envoyé à l'Abbaye de Saint-Germain-des-Prés poursuivre ses études où il rencontre dom Mabillon.
Disciple de dom Mabillon, dom Thierry Ruinart a collaboré avec dom Pérignon avec qui il a appris les secrets de la champagnisation.
Il est l'auteur de Acta primorum martyrum sincera et selecta en 1689. Ce martyrologe latin sera traduit en français par l'abbé Jean-Baptiste Drouet de Maupertuy en 1732. En 1724 à Paris, dom Vincent Thuillier, bénédictin de la congrégation de Saint-Maur, fait paraître : Ouvrages posthumes de dom Mabillon et de dom Thierri Ruinart. C'est son neveu Nicolas qui fonde la première maison de Champagne sparnacienne.

## Œuvres
- Acta primorum martyrum sincera et selecta, 1689.
- Historia persecutionis vandalicae [Texte imprimé] : in duas partes distincta : prior complectitur libros quinque Victoris, Vitensis episcopi, et alia antiqua monumenta, ad codd. mss. collata et emendata, cum notis et observationibus. Posterior commentarium historicum de persecutionis vandalicae ortu, progressu et fine, opera et studio domni Theodorici Ruinart, Parisiis : apud T. Muguet, 1694.
- Abrégé de la Vie de dom Jean Mabillon, prêtre et religieux bénédictin de la congregation de Saint Maur, Paris : Vve F. Muguet, 1709.
- De re diplomatica... Editio secunda... [cum praefatione et appendice nova], Lutetiae Parisiorum, 1709.
- Acta primorum martyrum sincera et selecta ex libris cum editis tum manuscriptis collecta, eruta vel emendata notisque et observationibus illustrata, opera et studio Domni Theodorici Ruinart,... His praemittitur praefatio generalis, in qua refellitur dissertatio undecima cyprianica Henrici Dodwelli de paucitate martyrum. Editio secunda ab ipso auctore recognita, emendata et aucta, Amstelaedami : ex officina Wetsteniana, 1713.